# Верслюс-Арена
«Верслюс Арена» (нід. «Versluys Arena») — футбольний стадіон у місті Остенде, Бельгія, домашня арена ФК «Остенде».
Стадіон відкритий 1934 року. У 2007 році був реконструйований, в результаті чого був приведений до вимог місцевого чемпіонату, а місткість зменшено з 4 021 до 3 000 місць. Над однією із трибун споруджено дах. 2013 року було відкрито  додаткову тимчасову трибуну, чому посприяли виступи «Остенде» у вищому дивізіоні. У 2014 та 2015 роках було здійснено часткові реконструкції арени, а в 2016 році розпочато капітальну перебудову. У ході реконструкції основну та тимчасові трибуни було знесено для того, щоб звільнити місце для інтегрованої трибуни місткістю близько 3 700 місць. Навпроти основної трибуни було споруджено нову місткістю 1 500 місць. У 2016 році стадіону «Альбертпаркстадіон» було присвоєно комерційну назву «Верслюс Арена» за назвою будівельної компанії, яка є головним спонсором «Остенде». У 2017 році арена була розширена, після чого місткість становить 8 432 глядачі. 